# Eupithecia robusta
Eupithecia robusta är en fjärilsart som beskrevs av Karl Dietze 1913. Eupithecia robusta ingår i släktet Eupithecia och familjen mätare. Inga underarter finns listade i Catalogue of Life.